# Antonio Basso (poeta)
(Descrizione fatta dal duca di Guisa nelle Mémoires)
Antonio Basso (Napoli, 1605 – Napoli, 21 febbraio 1648) è stato un poeta italiano.

## Biografia
Conclusi gli studi giuridici, si pose, insieme con il fratello, al servizio dell'arcivescovo di Napoli, il cardinal Ascanio Filomarino. Nel 1647 aderì, sin dall'inizio, alla rivolta di Masaniello, invocando l'intervento francese e appoggiando l'ascesa del duca di Guisa nella convinzione che agisse per conto della Francia. Avvedutosi che il Guisa non agiva per conto della Francia, ma perseguiva ambizioni personali, ne divenne acerrimo oppositore, fino proporre l'istituzione di un senato che temperasse il potere del duca. Dal canto suo, il cardinal Filomarino mise in opera un vano tentativo di far passare il Basso alla fazione regia, ma questi, respinse la proposta rispondendo sdegnato che se del cardinale "non fosse stato tanto servitore, lo avrebbe accusato al Mercato per lo maggior traditore che avesse avuto il popolo". Infine il Basso, disperando di poter arginare la deriva dispotica del Guisa, scrisse all'ambasciatore francese presso la Santa Sede per sollecitare un'iniziativa di Parigi contro il duca. Quest'ultimo, venuto a conoscenza del fatto, fece arrestare il poeta, e nonostante l'intercessione del cardinal Filomarino e di altre personalità, lo condannò a morte per decapitazione. La sentenza fu eseguita nel cortile della Vicaria la sera del 21 febbraio 1648.
Antonio Basso fu membro dell'accademia napoletana degli Oziosi, con il nome "l'Occulto".

## Opere
Nel 1645 il Basso pubblicò a Napoli, per i tipi Giacomo Gaffaro, un volumetto in 4o, Poesie del dottor Antonio Basso accademico Ozioso, contenente liriche in latino, odi, madrigali, un atto drammatico e versi per musica. Nelle intenzioni del poeta doveva trattarsi della prima parte di un più ampio ciclo, cui tuttavia non ebbe modo di dare seguito. Compose inoltre il dramma per musica Il pomo di Venere, per le nozze di don Placido, figlio del marchese di San Lucito, e donna Isabella di Sangro, figlia del principe di San Severo, e per la medesima occasione scrisse un libretto di versi celebrativi, Il Trionfo della bellezza (entrambi i lavori furono pubblicati a Napoli nel 1640). Oltre a questi scritti si contano vari componimenti spasi in volumi miscellanei (p. es. Apparato della festività di San Giovanni Battista del Capaccio, Napoli 1626-1627) La linea poetica scelta dal Basso è quella di un marinismo moderato. Circolazione in Napoli ebbero anche suoi testi satirici all'indirizzo del duca di Guisa.

## Un testo esemplificativo
Sostenner, tempo è già, membra e figura
queste d'umano frale ossa insensate,
che vòlte in polve fûr prïa formate:
mostran di noi vil fasto esser natura.
Pasto a lui diede il mondo, indi pastura
di fère ei fu da se medesmo, ahi, nate!
In tenebre riposa or lunga etate
chi poca ebbe qua giù di luce usura.
Ma qual riposo è 'l suo se, reso informe,
fatto d'aspri contrari atro suggetto,
varia in lui la materia ognor più forme?

O di mortal cagion continuo effetto!
Viviam, lassi, poche ore; e di noi l'orme
serbare al cener nostro anco è disdetto.
(Antonio Basso, All'incenerite ossa d'umano cadavere)